# Бела Палфі
Бела Палфі (сербохорв. Bela Palfi, серб. Бела Палфи, 16 лютого 1923, Зренянин — 9 вересня 1995, там само) — югославський футболіст, що грав на позиції півзахисника, зокрема, за клуби «Партизан» та «Црвена Звезда», а також національну збірну Югославії. По завершенні ігрової кар'єри — тренер.
Триразовий чемпіон Югославії. Триразовий володар Кубка Югославії. 

## Клубна кар'єра
У футболі дебютував 1945 року виступами за команду «Спартак» (Суботиця), в якій провів один сезон. 
Своєю грою за цю команду привернув увагу представників тренерського штабу клубу «Партизан», до складу якого приєднався 1946 року. Відіграв за белградську команду наступні два сезони своєї ігрової кар'єри. За цей час виборов титул чемпіона Югославії.
Протягом 1948 року знову захищав кольори команди «Спартак» (Суботиця).
1948 року уклав контракт з клубом «Црвена Звезда», у складі якого провів наступні п'ять років своєї кар'єри гравця. За цей час додав до переліку своїх трофеїв ще два титули чемпіона Югославії.
Завершив професійну ігрову кар'єру у клубі «Спартак» (Суботиця), у складі якого вже виступав раніше. Прийшов до команди 1953 року, захищав її кольори до припинення виступів на професійному рівні у 1954.

## Виступи за збірну
1948 року дебютував в офіційних матчах у складі національної збірної Югославії. Протягом кар'єри у національній команді провів у її формі 3 матчі.
Був присутній в заявці збірної на чемпіонаті світу 1950 року у Бразилії, але на поле не виходив.

## Кар'єра тренера
Розпочав тренерську кар'єру, повернувшись до футболу після невеликої перерви, 1962 року, очоливши тренерський штаб грецького клубу «Аріс».
Згодом очолив тренерський штаб команди «Егалео».
Останнім місцем тренерської роботи був клуб «Приштина», головним тренером команди якого Бела Палфі був з 1981 по 1983 рік.
Помер 9 вересня 1995 року на 73-му році життя у місті Зренянин.

## Титули і досягнення
- Чемпіон Югославії (3):

«Партизан»: 1946-1947
«Црвена Звезда»: 1951, 1952-1953
- Володар Кубка Югославії (3):

«Партизан»: 1947
«Црвена Звезда»: 1949, 1950
- Срібний олімпійський призер: 1948